# نبرد اللطرون
نبرد اللطرون (عربی: معركة اللطرون) نبرد بین ارتش اردن و نیروهای اسرائیلی است که از ۱۵ مه تا ۲۳ مه ۱۹۴۸ ادامه داشت. پس از این نبرد، یک جنگ دیگر باب‌الواد بود که از طریق آن اورشلیم آزاد شد. جنگ‌های اللطرون و باب‌الواد یکی از چندین جنگ موفق است که۱۲۰۰ سرباز اردنی قادر به دفاع از قدس در برابر ۶۵۰۰ اسرائیلی شدند.

## تلفات
تلفات نیروهای اسرائیل در این نبرد بسیار زیاد بود، از جمله افسر آمریکایی دیوید مارکوس، که در جانب اسرائیل ایستاده بود، توسط تیراندازی یک سرباز اسرائیلی، به اشتباه کشته شد. نیروهای اردن به ریاست حبیب مجلسی فیلد مارشال رهسپار جنگ شدند. اریل شارون ارتش اسرائیل را رهبری کرد و بعد از آن بین سالهای ۲۰۰۱ تا ۲۰۰۶ به مقام نخست‌وزیری رسید. 
آریل شارون در نبرد زخمی شد و توسط ارتش عرب اردن و کاپیتان حبیب مجلسی دستگیر شد، که بعداً او را درمان کرد و او را به خطوط عقب انتقال داد و پس از آن به مفرق در اردن که در آن زندانی برای زندانیان یهودی بود منتقل شد و هنگامی تبادل زندانیان پس از قیام دوم، با یک زندانی عرب جایگزین شد.
در سال ۱۹۸۵، اوسی لانداو، نماینده مجلس اسرائیل، در کنست گفت که تعداد کشته‌های اسرائیلی‌ها در لترون بیش از ۲۰۰۰ نفر بوده است و پس از انتقاد شدید، تخمین او به ۱۰۰۰ نفر کاهش یافت.

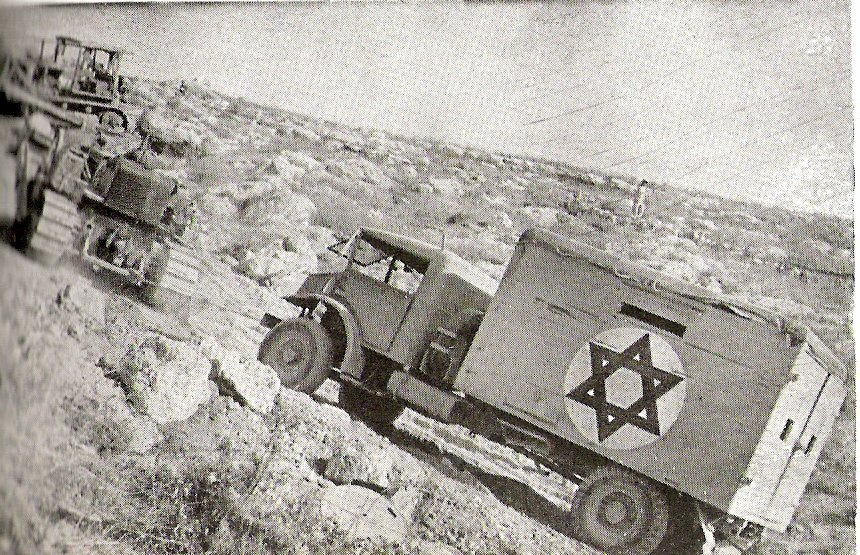
یک بولدوزر در حال یدک کشیدن یک کامیون در «جاده برمه» به سمت اورشلیم، ژوئن ۱۹۴۸